# Ferrocarril de la Garganta del Niágara

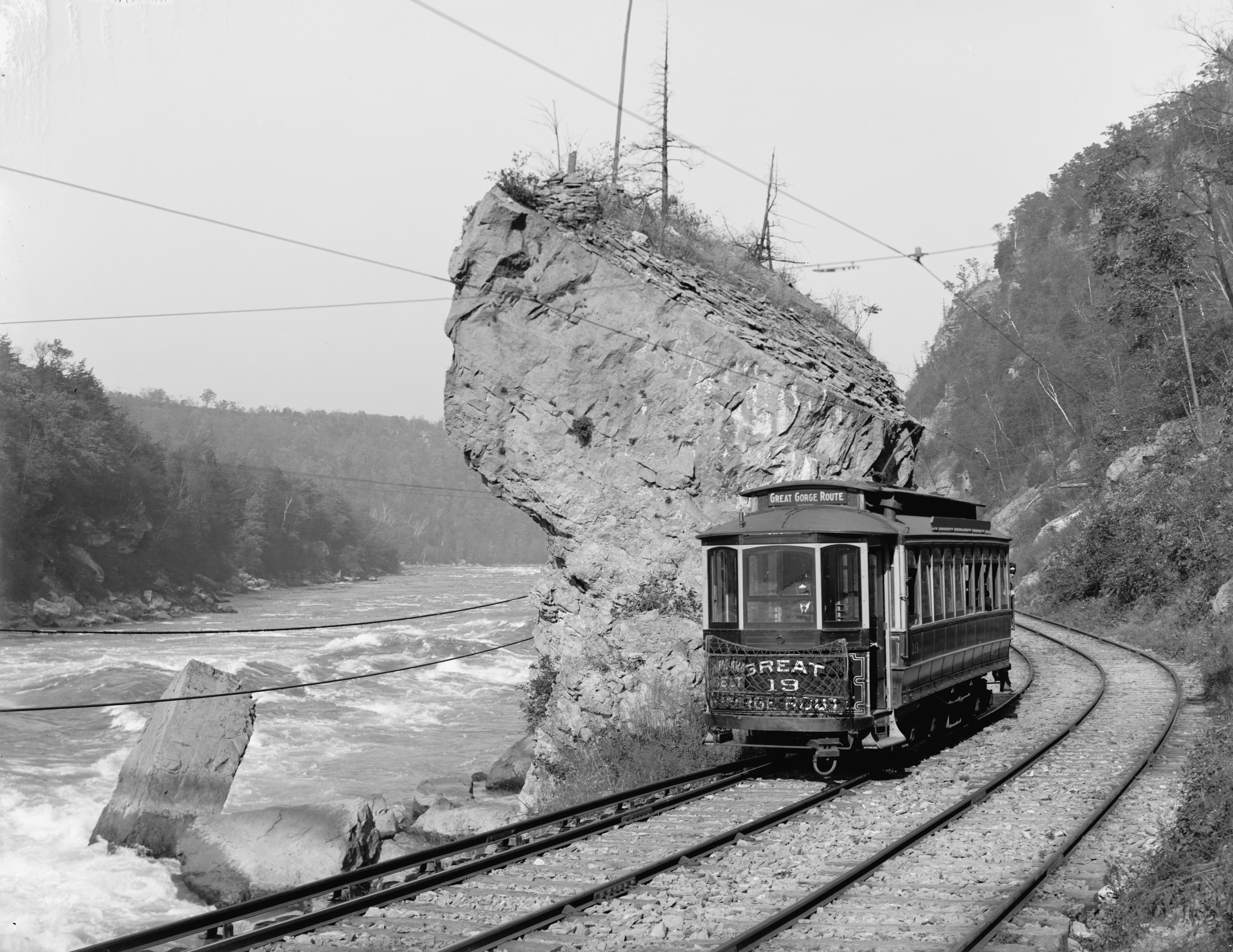
Un coche del Ferrocarril de la Garganta del Niágara

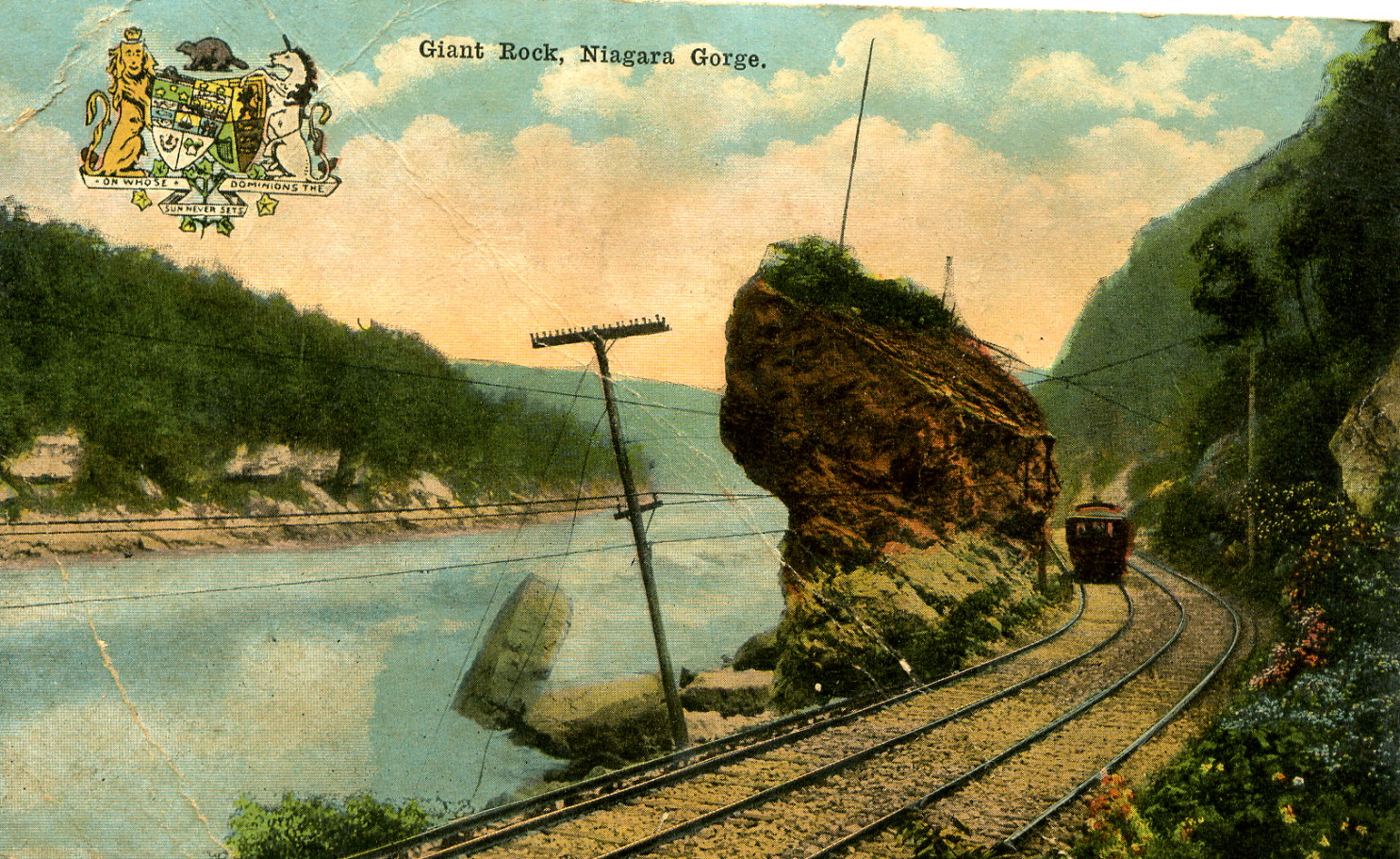
Tarjeta postal

El Ferrocarril de la Garganta del Niágara (nombre original en inglés: Niagara Gorge Railroad) formaba parte de la Ruta de Great Gorge. Era un ferrocarril interurbano que recorría la parte inferior de la Garganta del Niágara a nivel del agua, desde Niagara Falls (Nueva York), hasta Lewiston (Nueva York).
Las estaciones estaban en la Terminal Internacional de Ferrocarriles; la taquilla de la ruta Great Gorge; el depósito central de Nueva York; la Central Eléctrica Schoellkopf; Rapids View; Whirlpool Rapids; Whirlpool Point; Ongiara Park; Giant Rock; Devil's Hole; Lewiston-Queenston Bridge; y Lewiston Dock. 
En Niagara Falls conectaba con la International Railway Co. (IRC), el Ferrocarril Central de Nueva York, el Ferrocarril del Erie, el Canadian National y el Lehigh Valley. En el muelle de Lewiston tenía conexiones con el Central de Nueva York, IRC, el Lewiston & Youngstown Frontera y con los barcos de vapor de la Canadá Steamship Lines a Toronto. 

## Historia
El Ferrocarril de la Garganta del Niágara (FGN) se fundó en 1895, con la denominación "Niagara Falls & Lewiston". Fue reorganizado y se convirtió en el Ferrocarril del Niágara y funcionó hasta el deslizamiento de rocas que se produjo el 17 de septiembre de 1935. La Ruta del Gran Desfiladero fue parte de la "Línea del Cinturón del Desfiladero del Niágara". Este servicio se realizó conjuntamente con la "Ruta Escénica Canadiense" del IRC en el lado canadiense del río, desde Niagara Falls (Ontario), hasta Queenston (Ontario). Se hicieron cruces en el Puente Honeymoon en Niagara Falls y el  Puente Lewiston-Queenston. El IRC conectaba en Niagara Falls con el Ferrocarril Niagara, St. Catharines y Toronto (NS&T); el Ferrocarril Nacional de Canadá; el Ferrocarril Pere Marquette; y el Central de Míchigan, filial del Ferrocarril Central de Nueva York.

## Galería

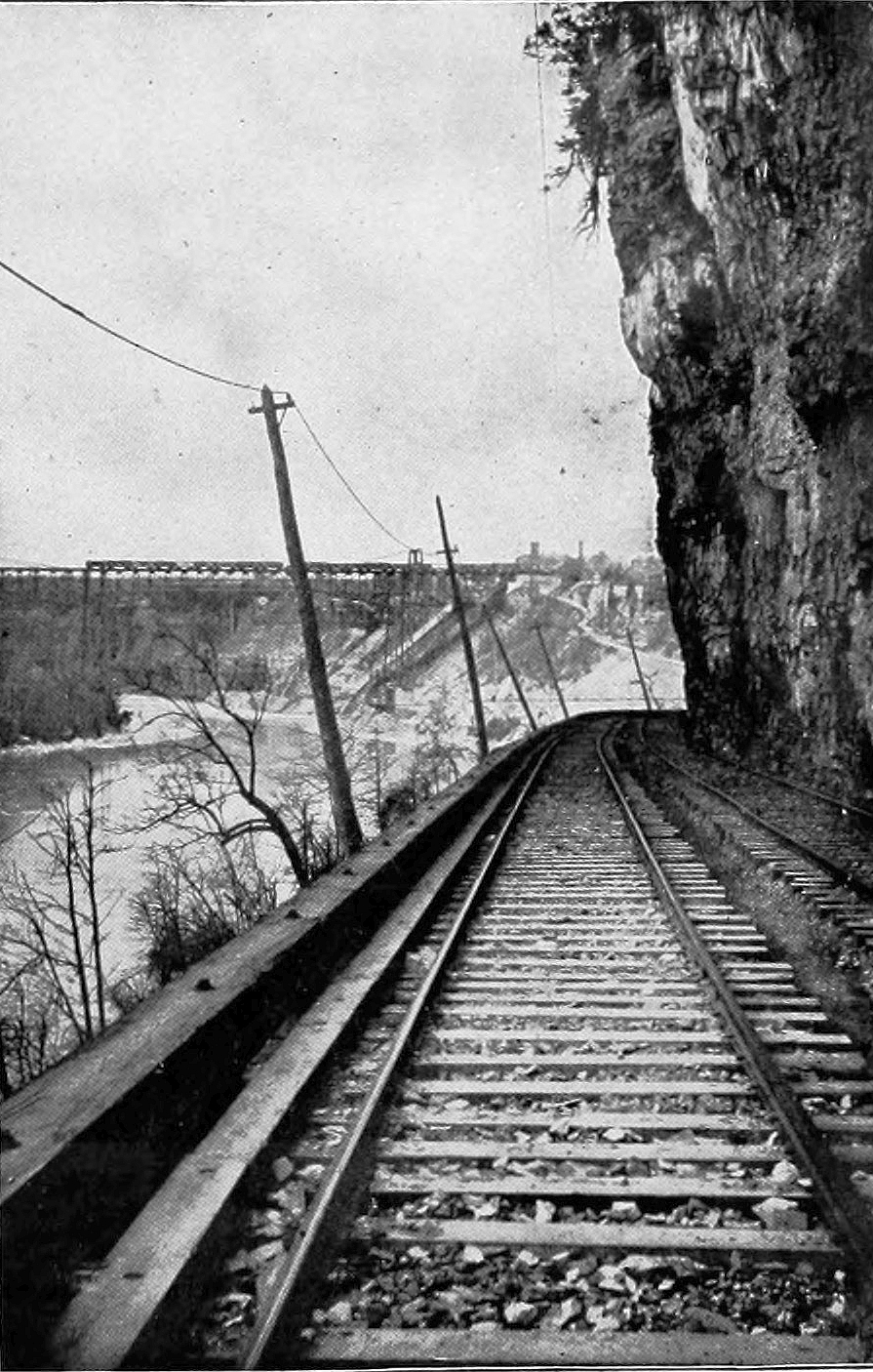
1891
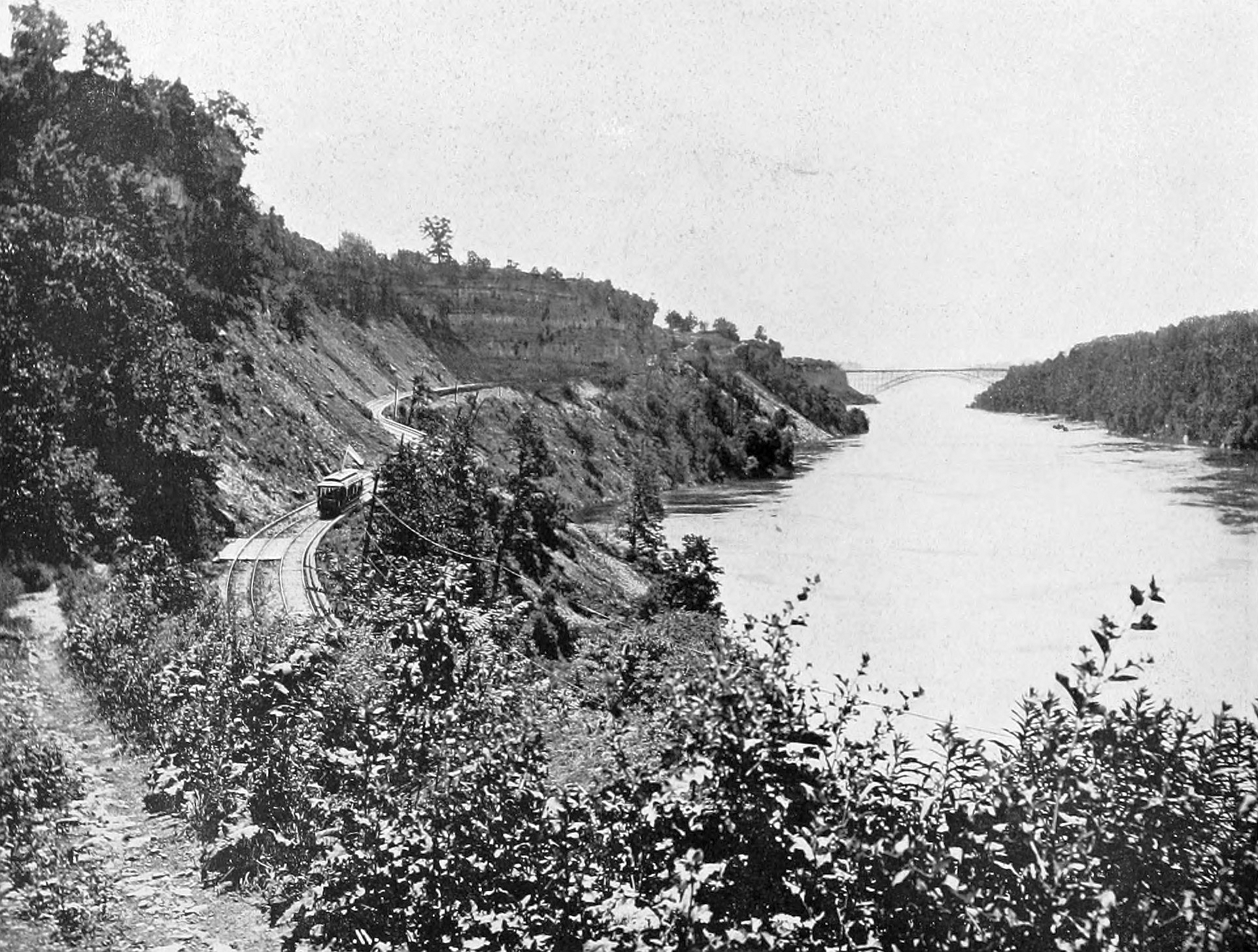
1900
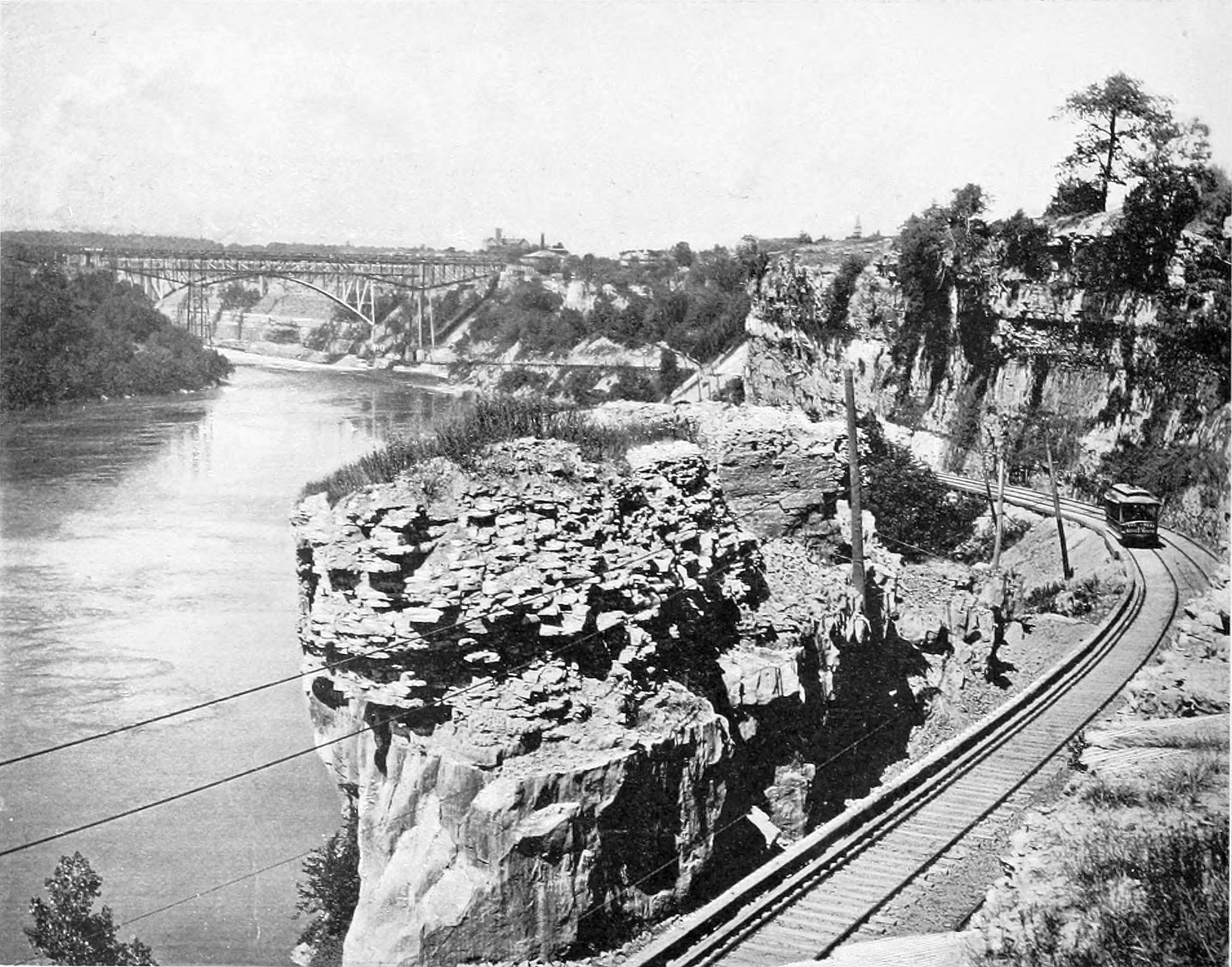
1900
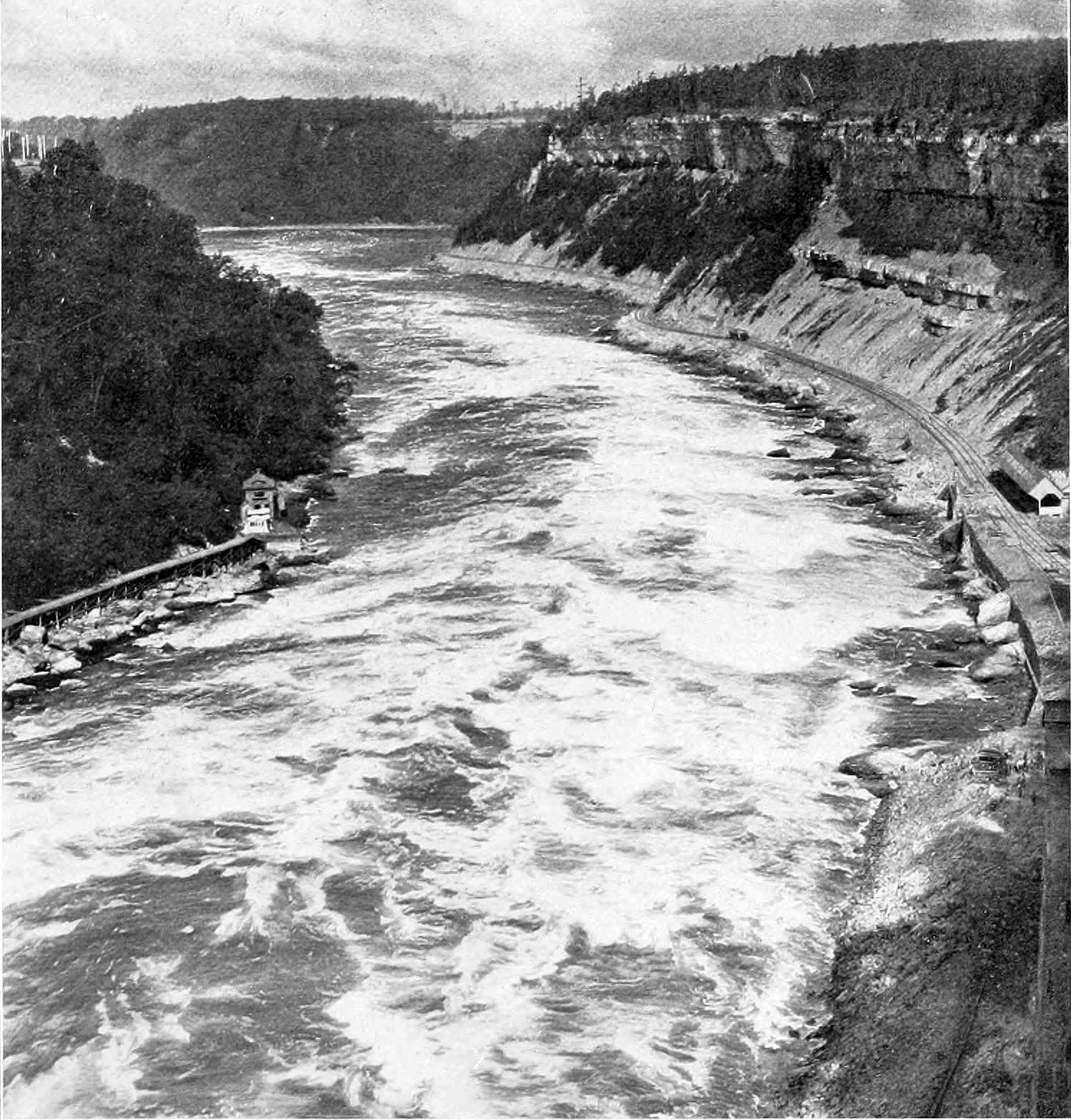
1900
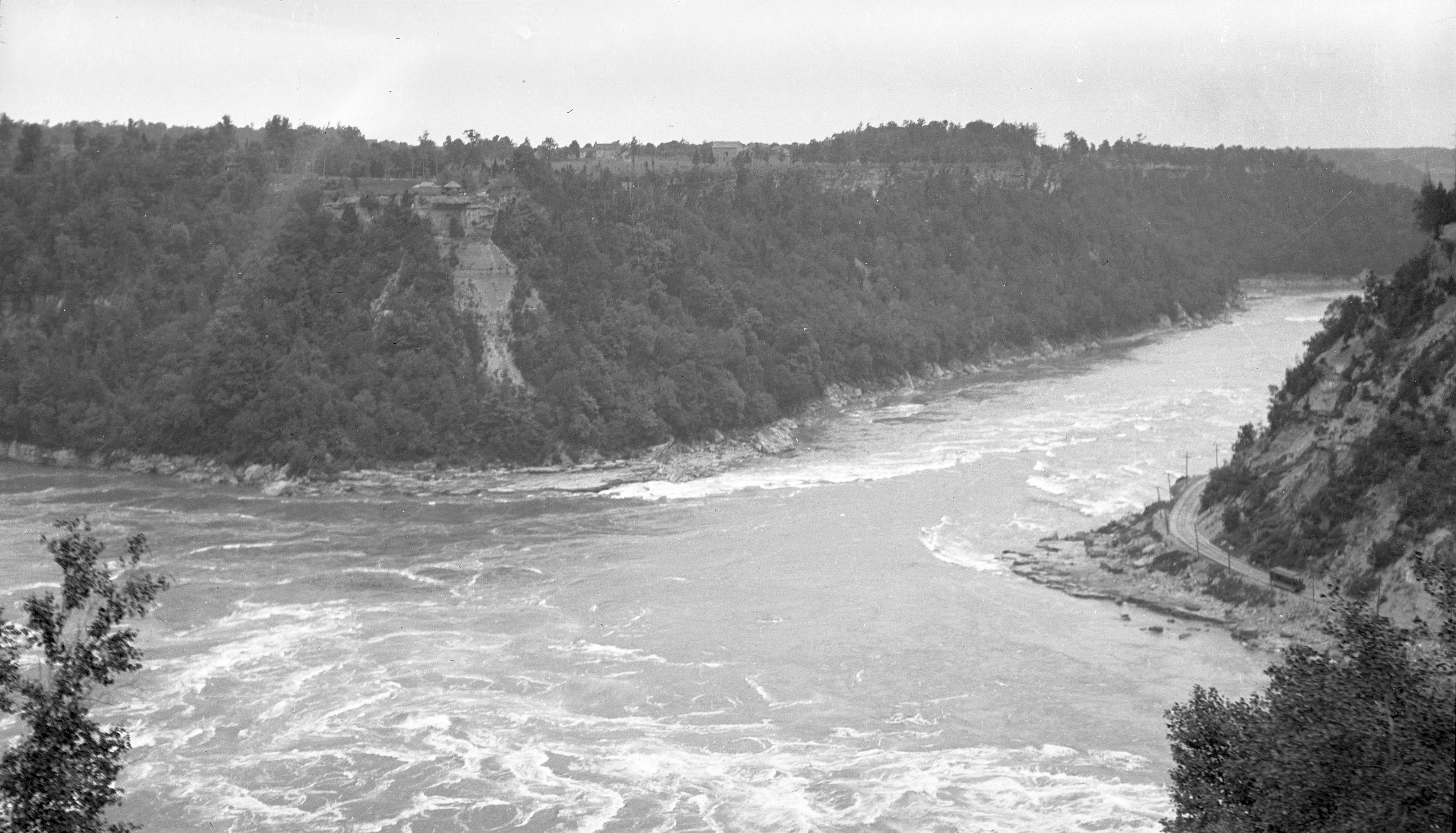
Vista del remolino del Niágara desde el lado canadiense, con el Ferrocarril de la Garganta del Niágara visible en la parte inferior derecha, 1911
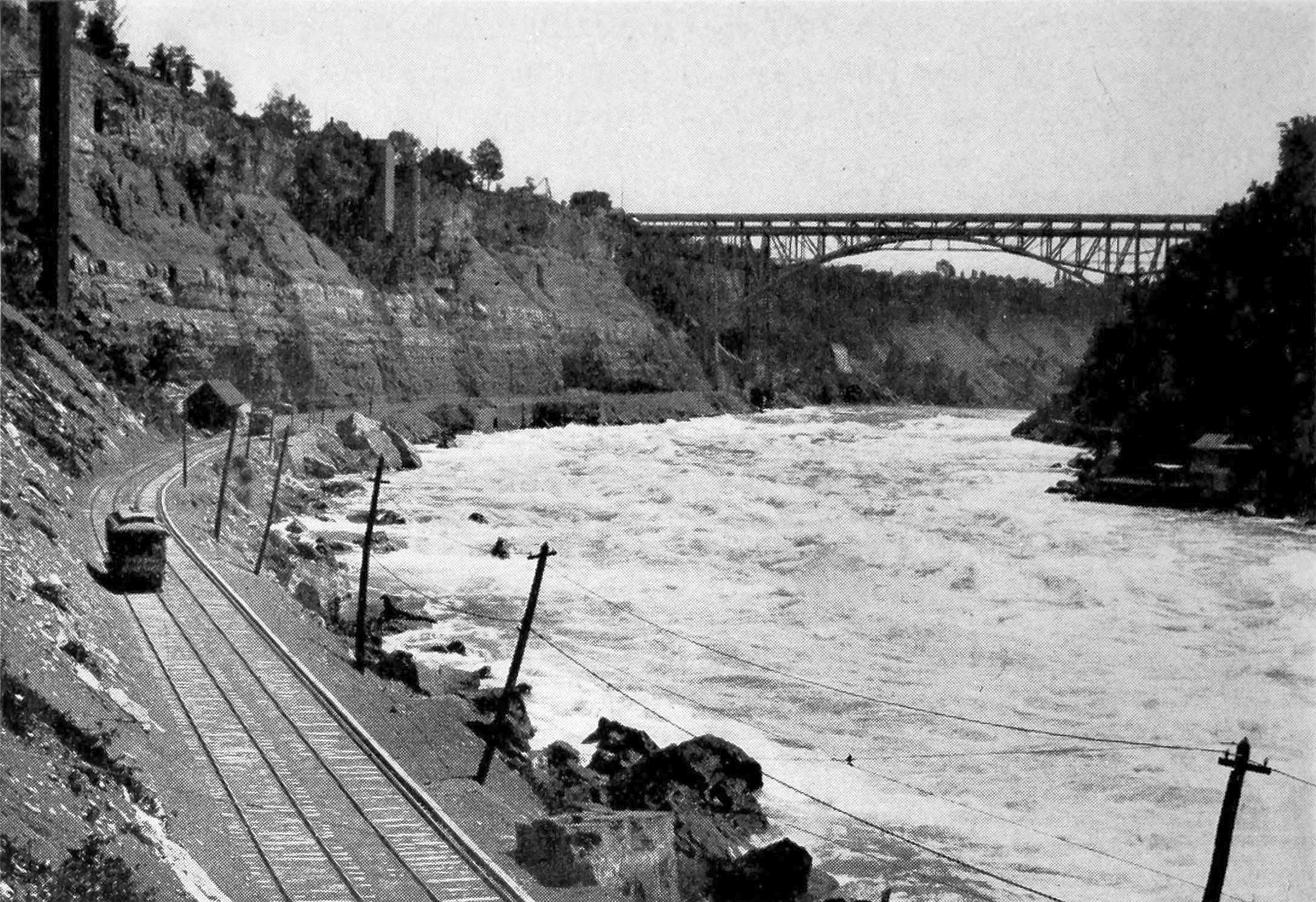
1913